# Pfeifferia
Pfeifferia is een geslacht van weekdieren uit de klasse van de Gastropoda (slakken).

## Nieuwe soortnaam
- Pfeifferia cressida Hutton, 1883 is ondergebracht in een nieuw geslacht met de soortnaam Thermia cressida (Hutton, 1883)